# Liste des assemblées générales des différents partis sociaux-démocrates allemands
Cet article liste les assemblées générales des différents partis sociaux-démocrates allemands, c'est-à-dire les prédécesseurs du Parti social-démocrate d'Allemagne (SPD), ainsi que du Parti social-démocrate indépendant d'Allemagne (USPD).

## Liste des assemblées générales classées par parti

### Vereinstag Deutscher Arbeitervereine
| N° | Date               | Lieu                  |
| -- | ------------------ | --------------------- |
| 1  | 7/8 juin 1863      | Francfort-sur-le-Main |
| 2  | 23/24 octobre 1864 | Leipzig               |
| 3  | 3–5 septembre 1865 | Stuttgart             |
| 4  | 6/7 octobre 1867   | Gera                  |
| 5  | 5–7 septembre 1868 | Nuremberg             |

### Association générale des travailleurs allemands (ADAV)
| N° | Date                          | Lieu                                     |
| -- | ----------------------------- | ---------------------------------------- |
| 1  | 23 mai 1863                   | Leipzig                                  |
| 2  | 27 – 30 décembre 1864         | Düsseldorf                               |
| 3  | 30 novembre/1er décembre 1865 | Francfort-sur-le-Main                    |
| 4  | 17 juin 1866                  | Leipzig                                  |
| 5  | 27 décembre 1866              | Erfurt                                   |
| 6  | 19/20 mai 1867                | Brunswick                                |
| 7  | 22 novembre 1867              | Berlin                                   |
| 8  | 22 – 26 août 1868             | Hambourg                                 |
| 9  | 28 mars – 1er avril 1869      | Elberfeld/Barmen (aujourd'hui Wuppertal) |
| 10 | 5 – 10 janvier 1870           | Berlin                                   |
| 11 | 18 – 25 mai 1871              | Berlin                                   |
| 12 | 22 – 25 mai 1872              | Berlin                                   |
| 13 | 18 – 24 mai 1873              | Berlin                                   |
| 14 | 26 mai – 5 juin 1874          | Hanovre                                  |

### Parti ouvrier social-démocrate (SDAP)
| N° | Date                | Lieu      |
| -- | ------------------- | --------- |
| 1  | 7–9 août 1869       | Eisenach  |
| 2  | 4–7 juin 1870       | Stuttgart |
| 3  | 12–15 août 1871     | Dresde    |
| 4  | 7–11 septembre 1872 | Mayence   |
| 5  | 23–27 août 1873     | Eisenach  |
| 6  | 18–21 juillet 1874  | Cobourg   |

### Sozialistische Arbeiterpartei Deutschlands (SAP)
| N° | Date                   | Lieu                  |
| -- | ---------------------- | --------------------- |
| 1  | 22–25 mai 1875         | Gotha                 |
| 2  | 19–23 août 1876        | Gotha                 |
| 3  | 27–29 mai 1877         | Gotha                 |
| 4  | 20–23 août 1880        | Wyden (Suisse)        |
| 5  | 29 mars – 2 avril 1883 | Copenhague (Danemark) |
| 6  | 2–6 octobre 1887       | Saint-Gall (Suisse)   |

### Parti social-démocrate d'Allemagne (SPD): 1890 - 1933 (et 1945)
| N°      | Date                   | Lieu                  |
| ------- | ---------------------- | --------------------- |
| 1       | 12–18 octobre 1890     | Halle                 |
| 2       | 14–21 octobre 1891     | Erfurt                |
| 3       | 14–21 novembre 1892    | Berlin                |
| 4       | 22–28 octobre 1893     | Cologne               |
| 5       | 21–27 octobre 1894     | Francfort-sur-le-Main |
| 6       | 6–12 octobre 1895      | Breslau               |
| 7       | 11 - 16 octobre 1896   | Gotha                 |
| 8       | 3–9 octobre 1897       | Hambourg              |
| 9       | 3–8 octobre 1898       | Stuttgart             |
| 10      | 9–14 octobre 1899      | Hanovre               |
| 11      | 17–21 septembre 1900   | Mayence               |
| 12      | 22–28 septembre 1901   | Lübeck                |
| 13      | 14–20 septembre 1902   | Munich                |
| 14      | 13–20 septembre 1903   | Dresde                |
| 15      | 18 - 24 septembre 1904 | Brême                 |
| 16      | 17–23 septembre 1905   | Iéna                  |
| 17      | 23–29 septembre 1905   | Mannheim              |
| 18      | 15–21 septembre 1907   | Essen                 |
| 19      | 13–19 septembre 1908   | Nuremberg             |
| 20      | 12–18 septembre 1909   | Leipzig               |
| 21      | 18–24 septembre 1910   | Magdebourg            |
| 22      | 10–16 septembre 1911   | Iéna                  |
| 23      | 15–21 septembre 1912   | Chemnitz              |
| 24      | 14–20 septembre 1913   | Iéna                  |
| 25      | 21–23 septembre 1916   | Berlin                |
| 26      | 14–20 octobre 1917     | Wurtzbourg            |
| 27      | 10–15 juin 1919        | Weimar                |
| 28      | 10–16 octobre 1920     | Cassel                |
| 29      | 18–24 septembre 1921   | Görlitz               |
| 30      | 17–23 septembre 1922   | Augsbourg             |
| 31      | 24 septembre 1922      | Nuremberg             |
| 32      | 11–14 juin 1924        | Berlin                |
| 33      | 13–18 septembre 1925   | Heidelberg            |
| 34      | 22–27 mai 1927         | Kiel                  |
| 35      | 26–31 mai 1929         | Magdebourg            |
| 36      | 31 mai – 5 juin 1931   | Leipzig               |
| annulée | 12 mars 1933           |                       |
|         | 5/6 octobre 1945       | Wennigsen             |

### Parti social-démocrate indépendant d'Allemagne (USPD) jusqu'en 1922
| N°             | Date                          | Lieu    |
| -------------- | ----------------------------- | ------- |
| 0              | 6–8 avril 1917                | Gotha   |
| extraordinaire | 2–6 mars 1919                 | Berlin  |
| 1              | 9–10 septembre 1919           | Berlin  |
| extraordinaire | 30 novembre – 6 décembre 1919 | Leipzig |
| 2              | 1er–3 septembre 1920          | Berlin  |
| extraordinaire | 12–17 octobre 1920            | Halle   |
| 3              | 8–12 janvier 1922             | Leipzig |
| 4              | 22 février 1922               | Berlin  |
| 5              | 20–23 septembre 1922          | Gera    |

### Parti social-démocrate (RDA)
| N° | Date               | Lieu       |
| -- | ------------------ | ---------- |
| 1  | 7 octobre 1989     | Schwante   |
| 2  | 12–14 janvier 1990 | Berlin-Est |
| 3  | 22–25 février 1990 | Leipzig    |
| 4  | 9/10 juin 1990     | Halle      |
| 5  | 26 septembre 1990  | Berlin     |

### Parti social-démocrate d'Allemagne (SPD): depuis 1946
| N°             | Date                       | Lieu               |
| -------------- | -------------------------- | ------------------ |
| 1              | 8–11 mai 1946              | Hanovre            |
| 2              | 29 juin – 2 juillet 1947   | Nuremberg          |
| 3              | 12–14 septembre 1948       | Düsseldorf         |
| 4              | 21–25 mai 1950             | Hambourg           |
| 5              | 24–28 septembre 1952       | Dortmund           |
| 6              | 20–24 juillet 1954         | Berlin-Ouest       |
| 7              | 10–14 juillet 1956         | Munich             |
| 8              | 18–23 mai 1958             | Stuttgart          |
| extraordinaire | 13–15 novembre 1959        | Bad Godesberg      |
| 9              | 21–25 novembre 1960        | Hanovre            |
| 10             | 26–30 mai 1962             | Cologne            |
| extraordinaire | 15/16 février 1964         | Bad Godesberg      |
| 11             | 23–27 novembre 1964        | Karlsruhe          |
| 12             | 1–5 juin 1966              | Dortmund           |
| 13             | 17–21 mars 1968            | Nuremberg          |
| extraordinaire | 16–18 avril 1969           | Bad Godesberg      |
| 14             | 11–14 mai 1970             | Sarrebruck         |
| extraordinaire | 18–20 novembre 1971        | Bonn               |
| 15             | 17/18 décembre 1971        | Bonn-Bad Godesberg |
| extraordinaire | 12/13 octobre 1972         | Dortmund           |
| 16             | 10–15 avril 1973           | Hanovre            |
| 17             | 11–15 novembre 1975        | Mannheim           |
| auß            | 18/19 juin 1976            | Dortmund           |
| 18             | 15–19 novembre 1977        | Hambourg           |
| auß            | 9/10 décembre 1978         | Cologne            |
| 19             | 3–7 décembre 1979          | Berlin-Ouest       |
| auß            | 9/10 juin 1980             | Essen              |
| 20             | 19–23 avril 1982           | Munich             |
| extraordinaire | 21 janvier 1983            | Dortmund           |
| extraordinaire | 18/19 novembre 1983        | Cologne            |
| 21             | 17–21 mai 1984             | Essen              |
| 22             | 25–29 août 1986            | Nuremberg          |
| extraordinaire | 25 octobre 1986            | Offenbourg         |
| extraordinaire | 14 juin 1987               | Bonn               |
| 23             | 30 août – 2 septembre 1988 | Münster            |
| extraordinaire | 18–20 décembre 1989        | Berlin             |
| extraordinaire | 26 septembre 1990          | Berlin-Ouest       |
| 24             | 27/28 septembre 1990       | Berlin-Ouest       |
| 25             | 28–31 mai 1991             | Brême              |
| extraordinaire | 16/17 novembre 1992        | Bonn               |
| extraordinaire | 25 juin 1993               | Essen              |
| 26             | 16–19 novembre 1993        | Wiesbaden          |
| extraordinaire | 22 juin 1994               | Halle              |
| 27             | 14–17 novembre 1995        | Mannheim           |
| 28             | 2–4 décembre 1997          | Hanovre            |
| extraordinaire | 17 avril 1998              | Leipzig            |
| extraordinaire | 25 octobre 1998            | Bonn               |
| extraordinaire | 12 avril 1999              | Bonn               |
| 29             | 7–9 décembre 1999          | Berlin             |
| 30             | 19–22 novembre 2001        | Nuremberg          |
| extraordinaire | 2 juin 2002                | Berlin             |
| extraordinaire | 20 octobre 2002            | Berlin             |
| extraordinaire | 1er juin 2003              | Berlin             |
| 31             | 17–19 novembre 2003        | Bochum             |
| extraordinaire | 21 mars 2004               | Berlin             |
| extraordinaire | 31 août 2005               | Berlin             |
| 32             | 14–17 novembre 2005        | Karlsruhe          |
| extraordinaire | 14 mai 2006                | Berlin             |
| 33             | 26–28 octobre 2007         | Hambourg           |
| extraordinaire | 18 octobre 2008            | Berlin             |
| extraordinaire | 14 juin 2009               | Berlin             |
| 34             | 13–15 novembre 2009        | Dresde             |
| extraordinaire | 26 septembre 2010          | Berlin             |
| 35             | 4–6 décembre 2011          | Berlin             |
| extraordinaire | 9 décembre 2012            | Hanovre            |
| extraordinaire | 14 avril 2013              | Augsbourg          |
| 36             | 14–16 novembre 2013        | Leipzig            |